# Желобново
Желобново — деревня в Кирилловском районе Вологодской области.
Входит в состав Талицкого сельского поселения, с точки зрения административно-территориального деления — в Талицкий сельсовет.
Расстояние по автодороге до районного центра Кириллова — 67 км, до центра муниципального образования Талиц — 2 км. Ближайшие населённые пункты — Большое Шевелево, Кузнецово, Ельник, Талицы, Ожогово.
По переписи 2002 года население — 23 человека (10 мужчин, 13 женщин). Всё население — русские.

## Известные уроженцы
Белков Юрий Сергеевич (1924—2014) — советский и российский художник, член Союза художников СССР с 1961 года. Заслуженный художник Российской Федерации (2005). Участник Великой Отечественной войны.